# Ernesto Langer Moreno
 (septembre 2011).
Si vous disposez d'ouvrages ou d'articles de référence ou si vous connaissez des sites web de qualité traitant du thème abordé ici, merci de compléter l'article en donnant les références utiles à sa vérifiabilité et en les liant à la section « Notes et références ».
Ernesto Langer Moreno (né le 23 mai 1956 à Santiago du Chili) est un écrivain, un journaliste et un éditeur chilien.

## Biographie
Après des études au lycée San Agustín de Santiago et à l'école militaire Bernardo O'Higgins, il se forma à l'administration des entreprises en France.
Il est actuellement le rédacteur en chef du portail de littérature chilienne Escritores.cl.
Il a publié des poèmes, des contes et des nouvelles. Il a également collaboré avec plusieurs quotidiens nationaux tels que Las Ultimas Noticias et avec divers suppléments hebdomadaires. En 1983-84 il était le propriétaire et le directeur du journal régional El Trapiche, qui fut fermé par le régime militaire du général Pinochet.
Ses textes ont été publiés au Canada, en Italie, au Mexique, aux États-Unis et au Venezuela.

## Œuvres
- Siglo XX, he aquí el hombre (poèmes, édition à compte d'auteur, Santiago, 1978)
- Ojos de luna (poèmes, Editorial Nascimento, 1983)
- El mago de las palabras (poèmes, Editorial Creces, 1985)
- Cuentos breves, entretenidos y felices (contes, édition à compte d'auteur, 1995)
- El Hombrecillo de los cuentos (contes, LOM Ediciones, 1996)
- La otra orilla (contes, édition à compte d'auteur, 1998)
- Arqueología de un retorno (Novela, Ediciones Club de escritores.cl, 2008)
- Erase una vez... (contes, Ediciones Club de escritores.cl, 2009)
- Filopoes (poemas, Ediciones de escritores.cl, 2013)
- EntreLetras (contes, Ediciones de escritores.cl, 2013)